# Tukwunag Dorsa
I Tukwunag Dorsa sono una struttura geologica della superficie di Venere.